# Titoli nominativi
I titoli nominativi sono titoli di credito indicanti il nome di una determinata persona, la cui intestazione, a differenza dei titoli all'ordine, deve risultare non solo dal titolo, ma anche da un apposito registro tenuto dall'emittente. Ottenute entrambe le registrazioni, il titolo diviene legittimo.

## Trasferimento
Per trasferire un titolo nominativo occorre che l'emittente cambi l'intestazione sia sul titolo che sul registro. Tuttavia la doppia annotazione del nome dell'acquirente può avvenire secondo due modalità.
- Transfert - Il cambiamento contestuale delle due annotazioni avviene a cura dell'emittente.

a) Se a chiederlo è l'acquirente, questi deve esibire il titolo stesso e dimostrare il suo diritto di acquisto mediante atto pubblico o scrittura privata autenticata.
b) Se a chiederlo è l'alienante, questi deve esibire il titolo nonché provare la propria identità e la capacità di disporre del titolo stesso mediante certificazione di un notaio.
- Trasferimento mediante girata - In questo caso l'alienante annota sul titolo il nome del giratario e l'emittente provvederà alla trascrizione della girata sul relativo registro. Solo dal momento di tale trascrizione si acquisirà la legittimazione.